# Mikołaj Sielicki
Mikołaj Sielicki (ros. Николай Александрович Селицкий, ur. 23 marca?/5 kwietnia 1907 w Mińsku, zm. 29 października 1936 w Seseñi) – radziecki czołgista polskiego pochodzenia, porucznik, wyróżniony pośmiertnie tytułem Bohatera Związku Radzieckiego (1936).

## Życiorys
Urodził się w polskiej rodzinie robotniczej w Mińsku jako syn Aleksandra. Miał wykształcenie średnie, do 1931 pracował jako pomocnik maszynisty na stacji Synelnykowe. W 1931 powołano go do Armii Czerwonej, w tym samym roku przyjęto go do WKP(b). Służył w 4 Brygadzie Zmechanizowanej w Białoruskim Okręgu Wojskowym. Uczestniczył w wojnie domowej w Hiszpanii w październiku 1936 jako dowódca plutonu czołgów w stopniu porucznika, w składzie kompanii dowodzonej przez Polsa Armānsa. 29 października 1936 brał udział w bitwie pancernej koło miejscowości Seseña na południe od Madrytu, atakując dwukrotnie pozycje artyleryjskie przeciwnika i niszcząc baterię dział. Po drugiej stronie walczyła m.in. marokańska piechota. Po przebiciu się na tyły wroga pluton czołgów dowodzony przez Sielickiego zniszczył kilka pojazdów transportowych wraz z amunicją i zabijając znajdujących się w nich żołnierzy. Potem załoga czołgu Sielickiego wraz z dwoma innymi były pierwszymi, które wdarły się do miasta Seseña i rozpoczęły walki uliczne. Jednak wtedy czołgiści znaleźli się pod ostrzałem karabinów znajdujących się w szczelinach budynków, oraz zaatakowano ich butelkami z benzyną zrzucanymi z dachów. Po uszkodzeniu gąsienicy jego czołg zatrzymał się, a podczas prób naprawienia czołgu załoga została zaatakowana przez Marokańczyków i wystrzelana przez nich. Po zabiciu Sielickiego, Marokańczycy odcięli mu język i wycięli na piersi gwiazdę. 31 grudnia 1936 Sielickiemu pośmiertnie przyznano tytuł Bohatera Związku Radzieckiego i Order Lenina.